# 登田真由子
登田 真由子（のぼりた まゆこ、1981年4月28日 - ）は、日本のフリーアナウンサー、日本放送協会 (NHK) 首都圏放送センター制作番組のディレクター。東京ネットワーク社所属。

## 来歴
愛知県西春日井郡西枇杷島町（現・清須市）出身。青山学院女子短期大学、名古屋市立大学人文学部卒業。東京アナウンスセミナーの4期生。
大学を卒業後、2005年4月に岩手朝日テレビ (IAT) に入社。同局在籍時にはアナウンサーと記者を兼務していた。また、地上デジタル放送推進大使も務めていた。自社のローカル番組や東北地方の系列局ブロックネット番組のほか、テレビ朝日の『全国おもしろニュースグランプリ』や『小学生クラス対抗30人31脚』にもリポーターやインタビュアーとして出演することがあった。
2009年3月いっぱいで岩手朝日テレビを退社し、フリーアナウンサーへ転向。以後は関東地方を拠点に活動している。フリーへの転向直後にはジョイスタッフに所属していた。

## 担当番組
特記のないデータは、すべて東京ネットワーク社公式プロフィールからの参考。

### 岩手朝日テレビ
- 純情応援歌 - MC
- 週刊ことばマガジン - リポーター
- TVイーハトーブ 土曜のてっぺん - リポーター
- IATスーパーJチャンネル 金曜スーク。 - MC
- IATスーパーJチャンネル - 「セレブなおけいこ」のコーナー担当、天気情報担当[10]
- 楽茶間 - MC、中継リポーター
- 楽茶間plus!! - MC

### フリー転向後
- Tokyoほっと情報（テレビ東京） - リポーター
- ゆうどきネットワーク（NHK総合テレビ）
- サキどり↑（NHK総合テレビ） - ディレクター[11]
- ひるまえ ほっと（NHK総合テレビ）[7]
- ニュース シブ5時（NHK総合テレビ）[4][7]